# 北海道道17号小樽港線
北海道道17号小樽港線（ほっかいどうどう17ごう おたるこうせん）は、北海道小樽市内を結ぶ道道（主要地方道）である。

## 概要

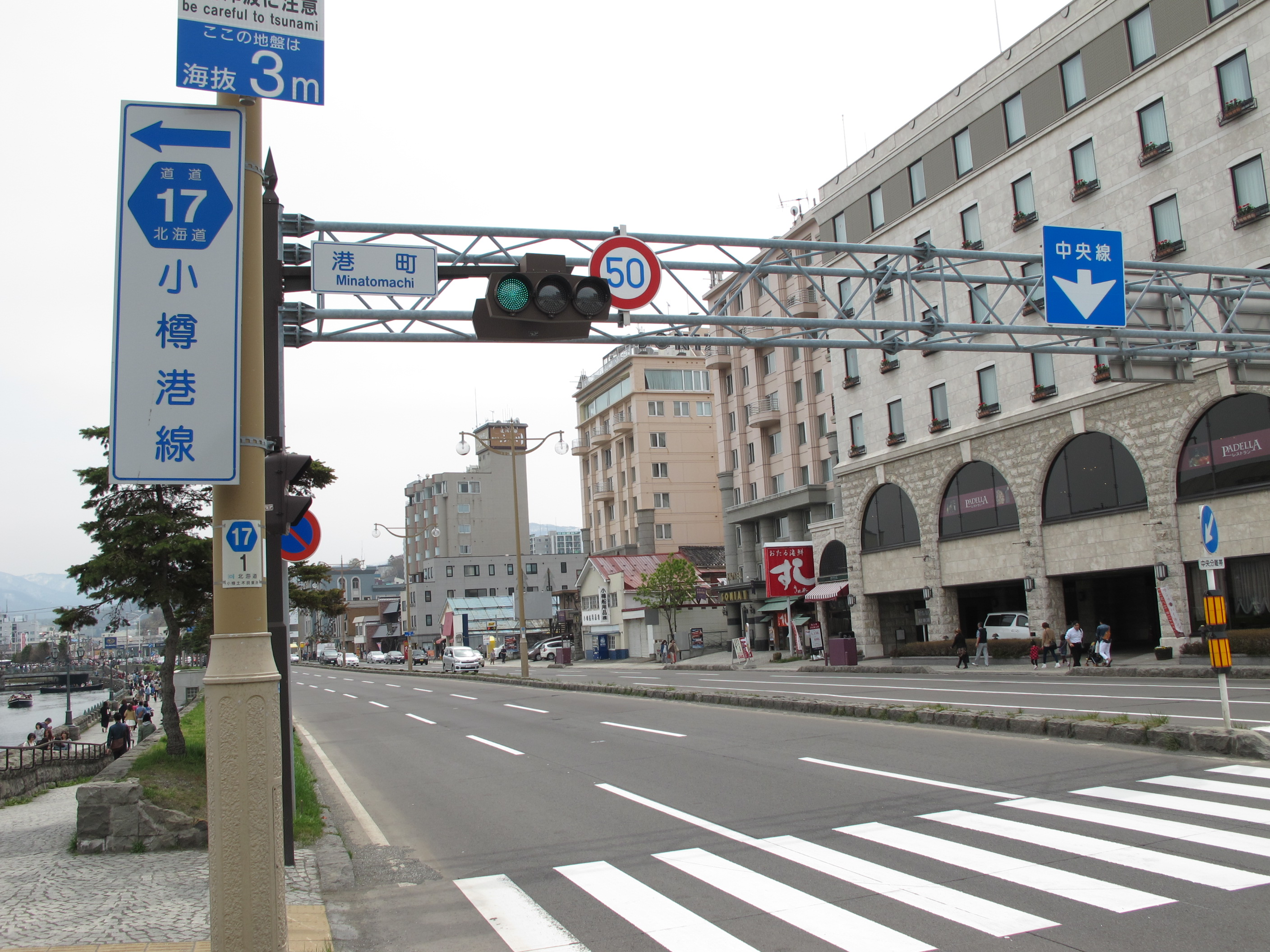
北海道道17号小樽港線
小樽市港町（2014年5月）

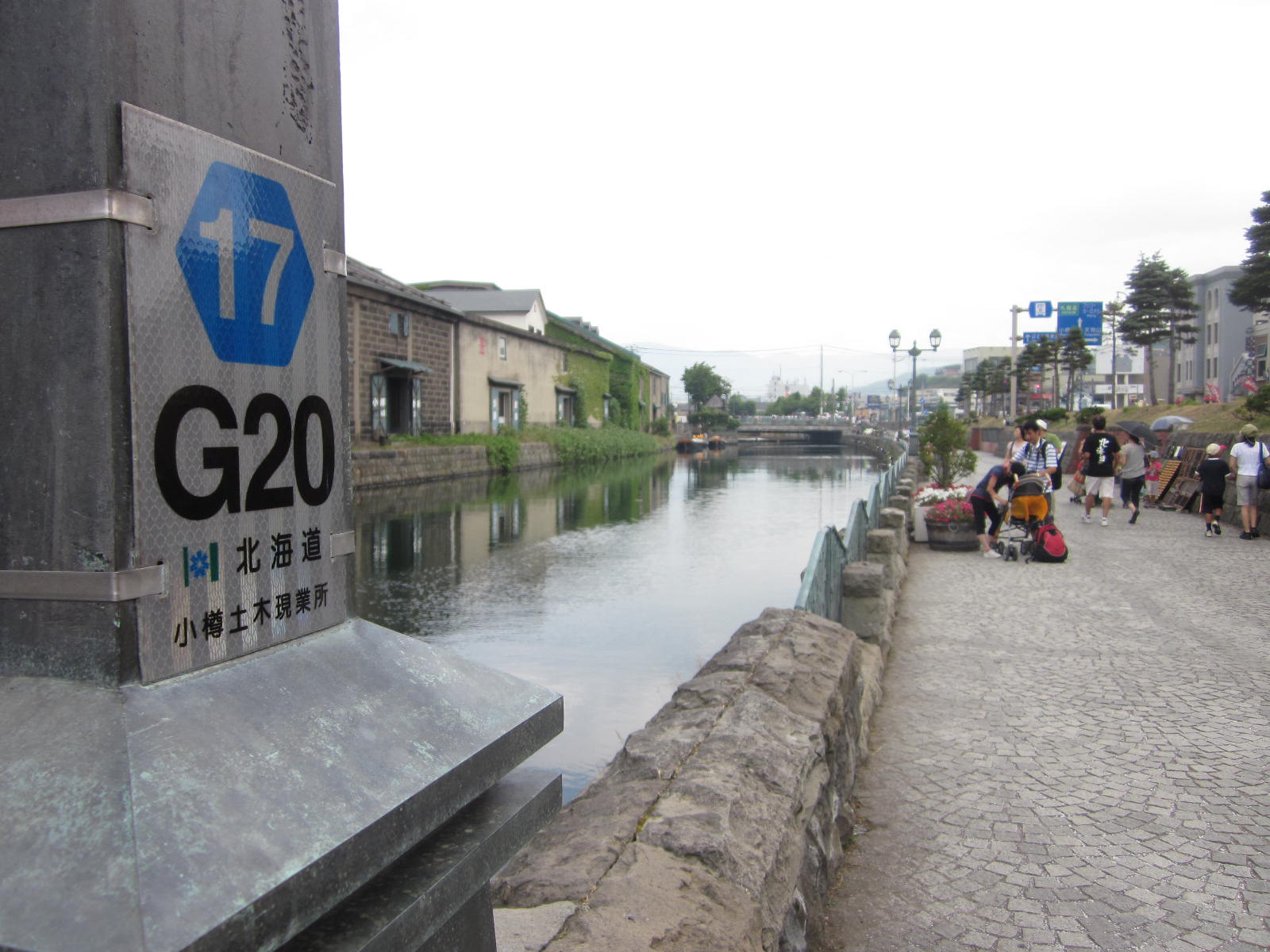
小樽運河一部埋立による歩道拡張部分の様子

「臨港線」の通称があり、国道のバイパス的役割を果たしている。

### 路線データ
- 起点：北海道小樽市港町4丁目（重要港湾 小樽港）
- 終点：北海道小樽市勝納町（国道5号・札樽自動車道交点）
- 総延長：2.734 km[1]
- 実延長：2.712 km[1]
- 重用延長：0.022 km[1]

### 道路管理者
- 後志総合振興局 小樽建設管理部 事業課

## 歴史
- 1954年（昭和29年）3月30日 - 38号として路線認定[2]。
- 1986年（昭和61年） - 全線開通。
- 1993年（平成5年）5月11日 - 建設省から、道道小樽港線が小樽港線として主要地方道に指定される[3]。
- 1994年（平成6年）10月1日 - 路線番号を17号に変更[4]。

## 路線状況

### 通称
- 臨港線

### 重複区間
- 北海道道820号小樽港稲穂線（小樽市港町4丁目〈起点〉 - 小樽市色内2丁目）

### 道路施設

#### 主な橋梁
- 勝納跨線橋（92 m、函館本線、小樽市勝納町）

## 地理

### 通過する自治体
- 後志総合振興局
  - 小樽市

### 交差する道路
小樽市
- 北海道道820号小樽港稲穂線 - 港町4丁目（起点）、色内2丁目（重複）
- 北海道道454号小樽海岸公園線 - 色内2丁目
- E5A 札樽自動車道 小樽IC - 勝納町（終点）
- 国道5号 - 勝納町（終点）

### 沿線にある施設など
小樽市
- 小樽運河